# Otto
Otto, Otton, Odo, Odon – imię męskie pochodzenia germańskiego. W języku starowysokoniemieckim zapisywano je jako Audo, Odo, Oddo, Oto, Otto, Hotto. Wywodzi się od germańskiego słowa *audha (dziedzictwo, majątek). Mogło być też skróceniem dawnych imion germańskich takich jak Audobercht, Audomar, Otmar, Otfried, Otokar. Popularne było w średniowieczu, nosiło je wielu cesarzy i książąt niemieckich z dynastii Ludolfingów. W polszczyźnie pojawiło się już u zarania jej dziejów, gdyż w 1000 roku ówczesny książę Bolesław nazwał tak swego syna. W najwcześniejszych zapiskach pojawiały się formy Otto i Oto, później także Hoto i Hotto. Znajdująca się także w użyciu wersja Otton, Odon powstała pod wpływem języka łacińskiego w wyniku odmiany fleksyjnej (analogicznie do np. Hugo, Hugon).
W 2019 roku w Polsce Otto zajmował 494. miejsce wśród imion męskich (214 nadań), a forma Otton – 579. miejsce (144 nadania). Odon notowany był 17 razy, a Odo – 8.
Otto imieniny obchodzi: 16 stycznia, 19 czerwca, 1 lipca, 4 lipca i 18 listopada.
Znane postacie historyczne noszące imię Otto w różnych jego wariantach:
- Odo Dobrowolski
- Odo Bujwid
- Odo z Cluny, Odon z Cluny - opat klasztoru w Cluny, święty
- Odon Mieszkowic - książę wielkopolski
- Odon (władca Franków)
- Odon Wielki (zm. ok. 735) - książę Akwitanii
- Otton z Bambergu, biskup, apostoł Pomorza, święty
- Otto I, cesarz
- Otton II, cesarz
- Otto III, cesarz
- inni władcy o imieniu Otto I, Otto II, Otto III
- Otto IV, cesarz
- Otto IV ze Strzałą, margrabia brandenburski
- Otto V Długi, margrabia brandenburski
- Otto VI Mały, margrabia brandenburski
- Otto, margrabia Miśni
- Otto Łagodny, książę Brunszwiku
- Otto von Bismarck
- Otto Gehlig, architekt
- Otto von Habsburg
- Otto Ludwig Hölder, niemiecki matematyk
- Otto Klemperer, dyrygent niemiecki
- Otto Kuusinen
- Otto Hahn, fizykochemik niemiecki, noblista, badacz budowy atomu
- Otto Stern, fizyk niemiecki, noblista, urodzony w Żorach
- Otto Skorzeny, komandos niemiecki, który wsławił się akcją uwolnienia Benita Mussoliniego z niewoli
- Otto Rank, austriacki psychoanalityk, uczeń Freuda
- Otto Rehhagel, niemiecki trener piłkarski (ME z Grecją)
- Otto de la Roche, pierwszy władca Księstwa Aten w latach 1205–1225
- Otto, święty, męczennik franciszkański z XIII w.
- Otton Roczniok, polski generał
- Otton ze Schweinfurtu
- Otto van Veen, malarz niderlandzki, nauczyciel Rubensa
- Otton I Wittelsbach, pierwszy król niepodległej Grecji
- Otto, hrabia Kleve

Zobacz też:  
- Otto – nazwisko
- Kabaret OT.TO
- Parafia św. Ottona w Pyrzycach
- Otto GmbH największa na świecie firma oferująca sprzedaż wysyłkową
- Otto – imię, które Gunther Holtorf nadał Mercedesowi 300GD w którym odbył podróż dookoła świata